# Extresol
Extresol é uma usina solar de 150 megawatts, localizada em Torre de Miguel Sesmero, Estremadura, Espanha.  Inaugurada em junho de 2011 foi a primeira usina heliotérmica do país. 